# Сміхова культура

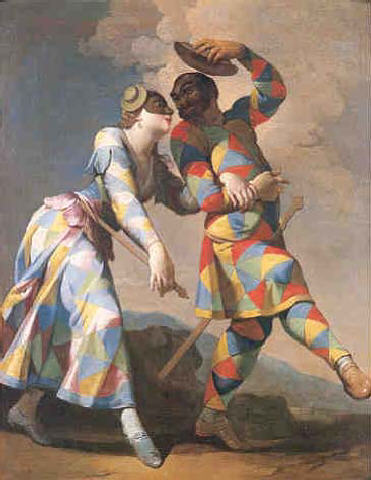
Джованні Доменіко Ферретті (1692—1768). «Коломбіна і Арлекін», середина XVIII ст.

Сміхова культура — один з феноменів культури, що мав місце у різні століття та мав національне забарвлення.

## У добу європейського середньовіччя
Сміхова культура стала помітним явищем з доби розвиненого європейського середньовіччя. Серед факторів, що сприяли розвитку сміхової культури — пошуки засобів ослабити гніт феодального суспільства, суворих настанов релігії, зростання кількості дрібних священиків і ченців численних монастирів, осіб, що не зайняті важкою працею та мають дозвілля. Релігійні настанови монополізують культуру і мистецтво, стають факторами щоденного життя великих мас людей. Але обіцянки прихильності всемогутнього Бога та вічного життя не скасовували феодального гніту, бідності і хвороб, очікувань кінця світу, не скасовували людських мрій і сміху.
Сміх знімав внутрішню напругу, полегшував стан особи, нехай і ненадовго. Гра зі словами, словесне плетиво, жонглювання змістами приваблювали. Пародії набули міці як в середовищі селян і міських мешканців, так і в середовищі численного дрібного священства, а не тільки школярів чи студентства монастирських шкіл. Вивчення неповно збережених літературних пам'яток середньовіччя здивувало великою кількістю пародій на саму літургію, на псалми, на монастирські устави, на проповідь. Пародія зачепила навіть такі наче недоторкані поняття середньовіччя як заповіт і навіть базова молитва «Отче наш». Виникла така окрема форма латинської середньовічної літератури як монастирські або чернечі жарти (лат. Joca monacorum).
Дослідник XX століття М. М. Бахтін писав: 
| Не тільки школярі та дрібне священство, а й церковні високопосадовці та богослови дозволяли собі веселі рекреації, тобто відпочинок від богословської серйозності, звертались до чернечих жартів («Joca monacorum»). |
Цю літературу почали умовно і неточно називати «Священна пародія» (або священицька пародія). Частка цих текстів, якщо останні не були радикальні, стануть побутувати в пасхальні дні («пасхальний сміх»), в дні різдва («різдвяний сміх»), а частка використовувалась на свято блазнів або дурнів. Пов'язаність з офіційними церковними святами примушувала церкву терпляче ставитися до цих демонстрацій сміху при відсутності фанатизму. Сміхова культура набувала традиційності.
Бурхливий карнавал італійців не обходився без наново створених пісень і частівок, інколи доволі сміливих і здатних критикувати, зачіпати впливових осіб. Збережені свідоцтва про виступи художника Сальватора Рози, що брав участь у римському карнавалі, де проспівав надто сміливі частівки. За традицією виступати дозволялось у масках, що приховували обличчя. Але в кінці карнавалу вимагали зняти маску, що оприлюднювало сміливця-актора. Художнику вдалося вразити відвідувачів карнавалу, але сам він зажив могутніх ворогів. Ці свідоцтва з XVII ст., а починалось все у XI—XII століттях.

## Світська література і сміхова культура
Не залишився непомітним і розвиток світської культури середньовіччя. Виникли пародії на уславлених героїв доби феодалізму, серед них комічний Роланд, пародії на лицарські романи. Фактично пародією на лицарські романи є твір Сервантеса «Дон Кіхот», де жартівливо описані невчасні і незграбні пригоди особи, що начиталася саме лицарських романів і почала шукати відповідної слави.
Збережена низка пародійних, ще середньовічних, епосів. Аби підсилити жартівливість твору, дії переносили у світ риб або тварин («Мул без вуздечки»), блазнів, декласованих елементів. Окрема галузь сміхової культури західноєвропейського середньовіччя — вірші і лірика вагантів, мандрівних школярів, що давала високі зразки поезії як такої.

## Інституція блазнів (дурнів) культурою

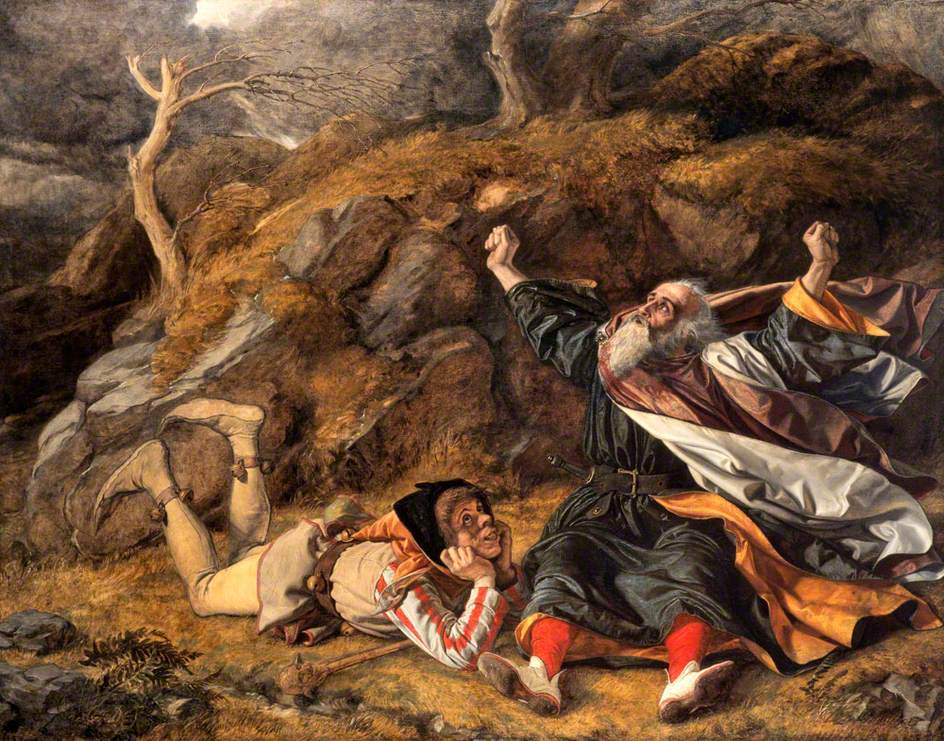
Вільям Дайс «Король Лір і блазень під час бурі», бл. 1851 р., Шотландська Національна бібліотека.

В західноєвропейській культурі пройшла своєрідна інституція (узаконення) блазнів. Вони розділялись на дві категорії:
- дурні від природи, від народження (олігофрени, ідіоти та карлики)
- блазні і балакуни з акторськими здібностями, що лише грали ролі дурнів.

Карлики й дурні від народження були смішними через нездатність бути нормальними людьми чи через неможливість засвоїти стандарти людської поведінки доби. Цей тип дурнів мав поширення при королях Іспанії і був зафіксований в картинах Дієго Веласкеса. Власних дурнів і карликів мала й російська імператриця Анна Іванівна.
Зразком другого типу балакуна-блазня і талановитого актора при королівській особі був відомий персонаж трагедії «Король Лір» Вільяма Шекспіра.

## Обрані твори в мистецтві (галерея)

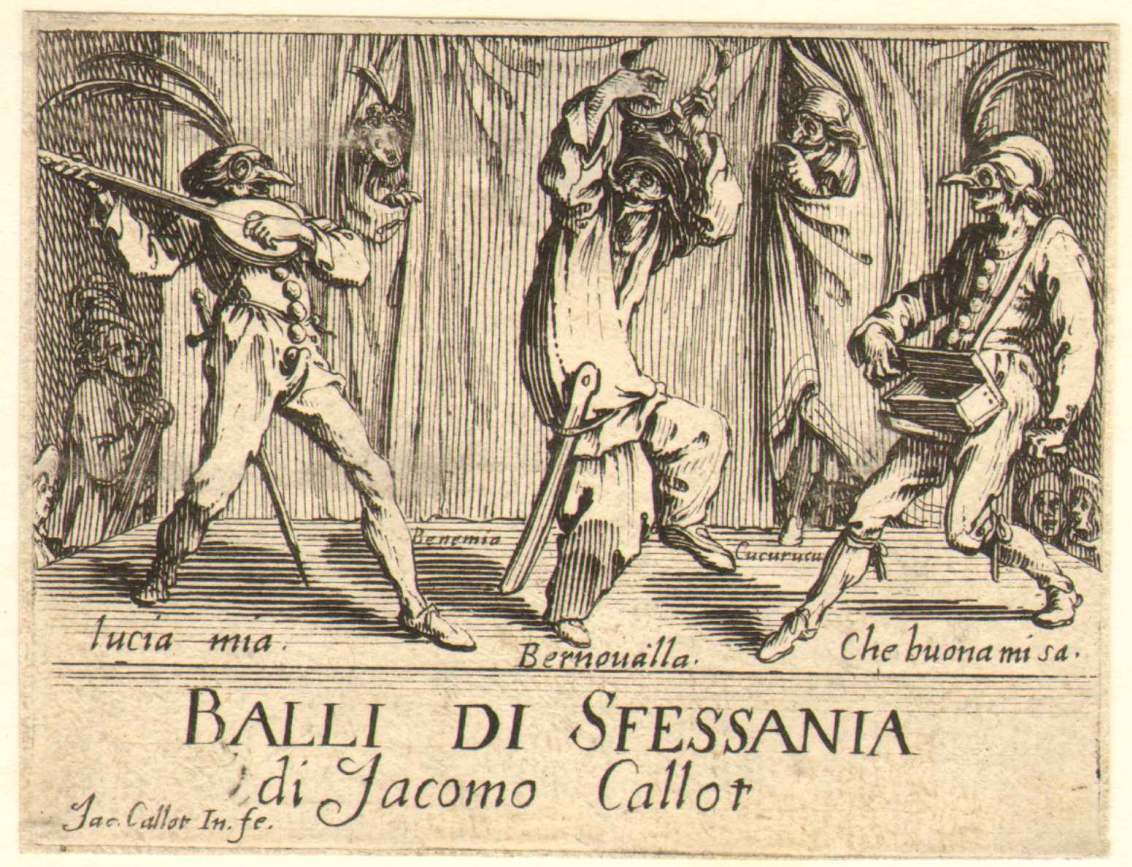
Жак Калло. «Характери комедії дель арте», бл. 1622 р.

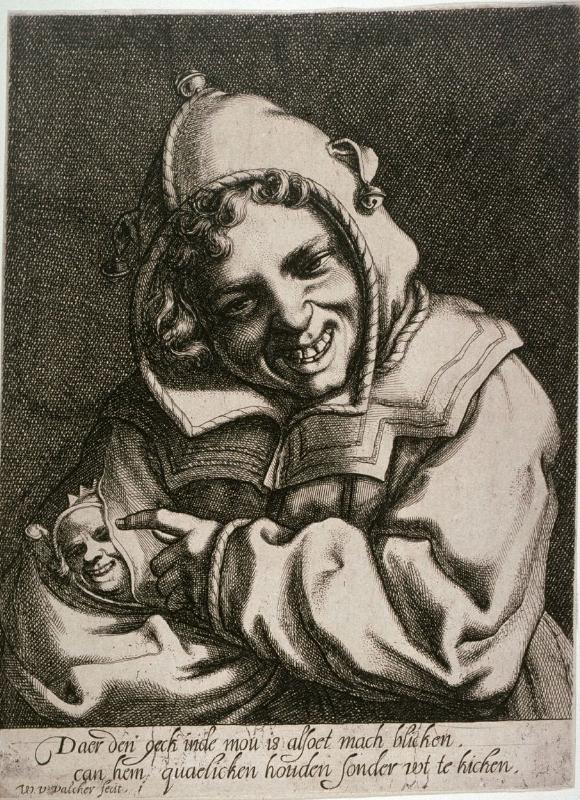
Вернер ван ден Волкерт. «Блазень», Музей образотворчих мистецтв Сан-Франциско.

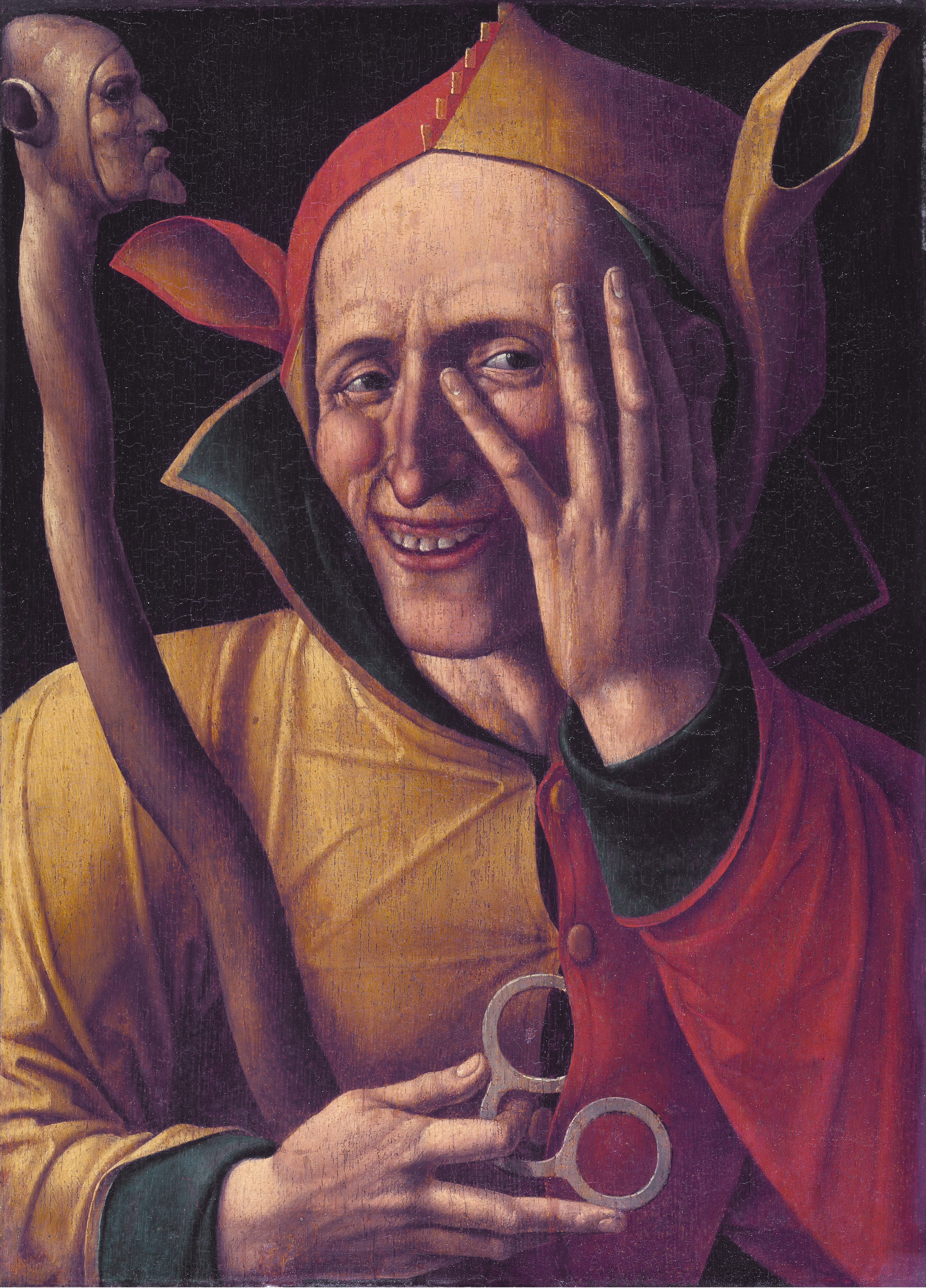
Анонім з Нідерландів. «Блазень», XV ст., Стокгольм, Національний музей Швеції.
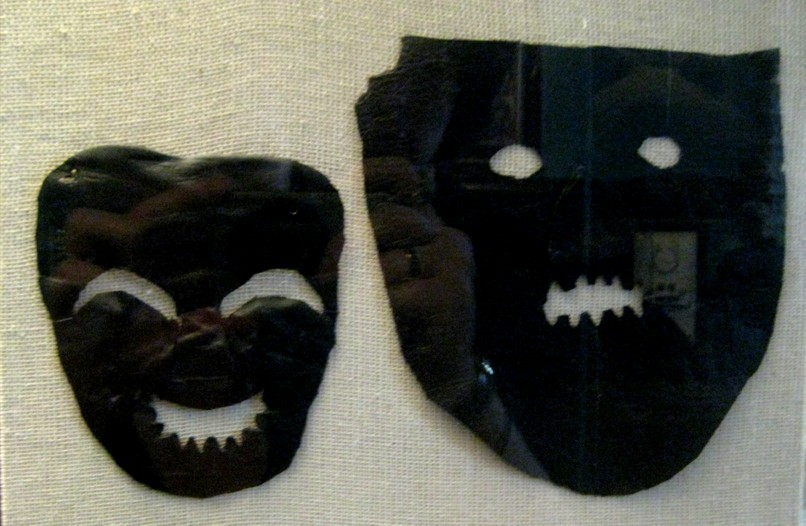
Шкіряні маски скоморохів, знайдені при розкопках у Великому Новгороді, XII—XIII ст., Державний історичний музей, Москва.
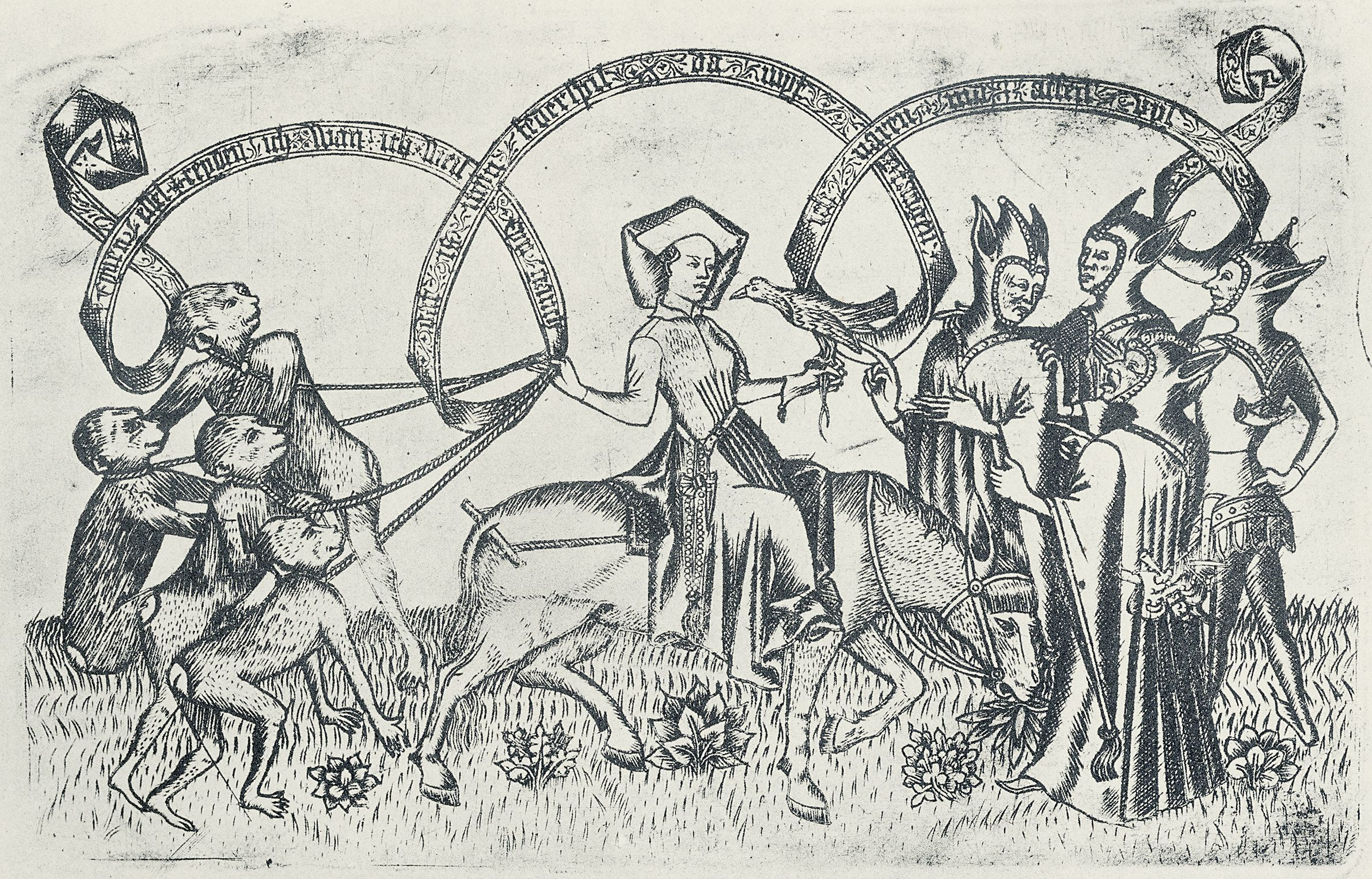
Майстер з Вейбермахта. «Жіноча сила, що перетворює чоловіків на мавп та дурнів», гравюра до 1475 р.
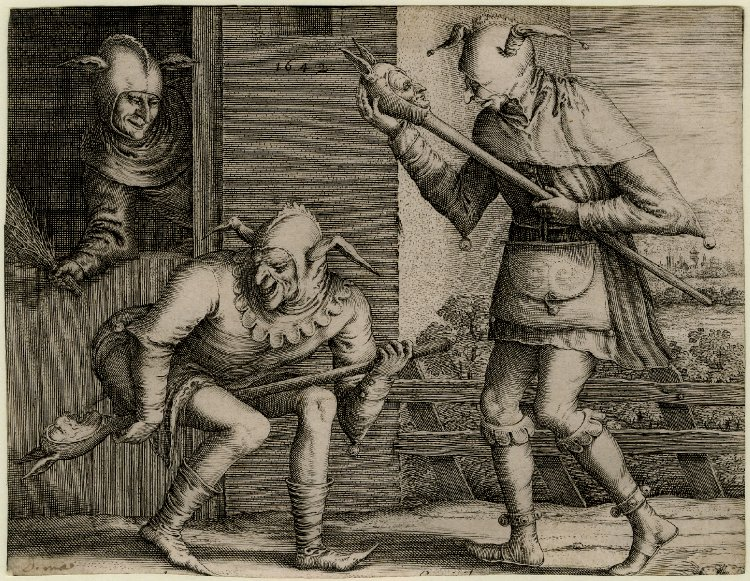
Пітер Брейгель старший (малюнок). «Три блазні карнавалу», гравюра роботи Гендріка Гольциуса старшого, 1642 рік
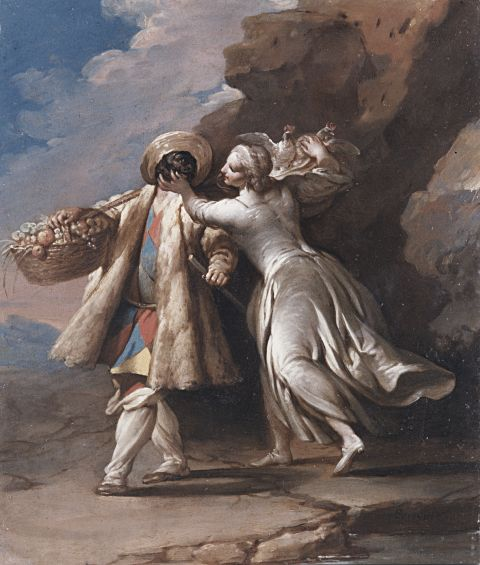
Джованні Доменіко Ферретті (1692—1768) «Арлекін у ролі незграбного селянина», середина XVIII ст.
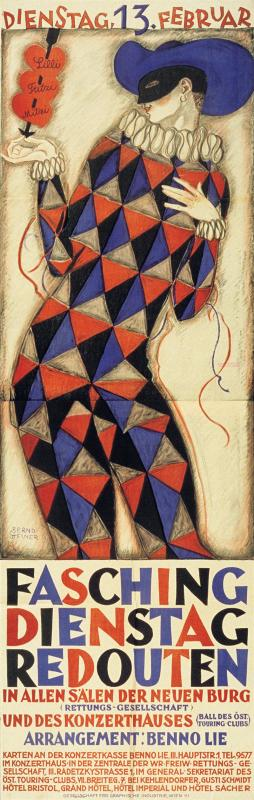
Бернд Штейнер (Bernd Steiner 1884—1933), кольорова літографія «Арлекін», 1923 р., Відень